# Vigna longifolia
Vigna longifolia là một loài thực vật có hoa trong họ Đậu. Loài này được (Benth.) Verdc. miêu tả khoa học đầu tiên.